# قناة حلب اليوم
قناة حلب اليوم هي مؤسسة إعلام مجتمعي سورية مستقلة غير ربحية، انطلقت في خضم أحداث الثورة السورية، تقوم بتغطية الأخبار الميدانية في مدينة حلب خصوصًا وفي بقية البلاد عمومًا.

## الانطلاقة
بدأت انطلاقة القناة في نهاية العام 2011 وبعد مرور حوالي الثمانية أشهر على بدء الثورة السورية، وكانت القناة - رغم عدم وصول موجة الاحتجاجات إلى حلب - موجهة لسكان مدينة حلب بسبب كثافة السكان والتوزع الطائفي الذي يغلب عليه المسلمون السنة في مدينة حلب مستفيدة من الاحتقانات المتراكمة بسبب استخدام الدولة السورية العنف في ردها على تمرد الإخوان المسلمين المسلح في سوريا والتي كانت حلب تشكل إحدى مراكزه وإحدى أهم معاقل الإخوان المسلمين بعد مدينة حماة.

## الانتقال من حلب إلى تركيا
في بادئ الأمر شكلت القناة من ستة متطوعين إذ أن القناة تدار بالإنترنت كاملاً وكان تواصل المتطوعين الستة عبر غرفة محادثة على برنامج سكايب دون معرفة أحدهم بالآخر خوفاً من الاعتقالات التي كانت تطال الناشطين الإعلاميين المعارضين للنظام.
هذه السرية قدمت إمكانية التجول بحرية في مناطق التوتر دون مراقبة الأمن وخصوصاً مناطق المظاهرات.

## الإمكانات والزخم الشعبي
رغم الإمكانات البسيطة إلا أن القناة تعد من أكثر القنوات المتابعة من قبل سكان المدينة بسبب تجنبها في بداية البث لإستخدام مصطلحات تصنفها في صنف القنوات المعارضة للنظام حيث أن إستخدامها لكلمة «ضحايا» في بداية البث كان له بالغ الأثر في تصنيفها في صنف القنوات الحيادية مما زاد من إقبال الناس عليها.

## العرض
القناة تستخدم صيغة عرض الشرائح والأشرطة الإخبارية وحتى الآن لم تستطع بث مقطع فيديو على كامل الشاشة إلا في جزء من الشاشة وقد بثت وعرضت عدة أناشيد منها «أنا لاجئ»، «حرقوا الورد يا شام» وهاتان الأنشودتان هما للمنشد موسى مصطفى وأيضاً قامت بعرض أنشودة «أنت لنا يا شام» للمنشد أنس السيد وكل الأناشيد السابقة قامت بعرضها مع موافقتها لعرض شرائح يتناسب مع مضمون الأغنية في جزء صغير من الشاشة.

## برامج القناة
قامت القناة بإنتاج عدة برامج مثل:
- برنامج مما يسطرون والذي يهتم بتغريدات و تحديثات الحالة لعدة شخصيات حلبية
- برنامج من الشعر حكمة والذي يهتم بعرض أجمل القصائد العربية التي تتغنى بالحرية وتندد بظلم الحكام
- سلسلة يا قومي والذي يقدم شخصيات حلبية وسورية وعالمية لإلقاء كلمة حول الأوضاع الحالية تكون الكلمة غالباً موجهة لعامة الناس
- برنامج من أمثال حلب والذي يهتم بعرض عدد من الأمثال الحلبية وشرح بعضها
- برنامج قرآن وواقع وهو عبارة عن دروس دينية يلقيها الدكتور عبد الله سلقيني رئيس جبهة علماء حلب ومدير وخطيب الجامع الأموي بحلب سابقاً.
- براءة وهو عبارة عن سلسلة من الدروس الدينية المسجلة والتي يقوم فيها الدكتور محمد راتب النابلسي بشرح سورة التوبة.[3]